# Меріон Коукс
Меріон Коукс (англ. Marion Coakes, 6 червня 1947) — британська вершниця.
Срібна призерка Олімпійських Ігор 1968 року в індивідуальному конкурі.
Чемпіонка світу з конкуру 1965 року в індивідуальному конкурі, срібна призерка 1970 року в індивідуальному конкурі.